# Liste von Persönlichkeiten der Stadt Lahore
Die folgende Liste enthält Personen, die in der pakistanischen Stadt Lahore geboren wurden, sowie solche, die zeitweise dort gelebt und gewirkt haben. Die Liste erhebt keinen Anspruch auf Vollständigkeit.

## In Lahore geborene Persönlichkeiten

### Bis ins 20. Jahrhundert
- ʿAlī ibn ʿUthmān Hudschwīrī „Data Ganj Bakhsh“ (≈990–1071/77), Theologe und wichtiger Theoretiker der islamischen Mystik, und heute der Stadtheilige von Lahore
- al-Hasan ibn Muhammad as-Saghānī (1181–1252), Hadith-Gelehrter und Lexikograph
- Ram Das (1534–1581), Guru der Sikhs
- Khusrau Mirza (1587–1622), Mogulprinz
- Shah Jahan (1592–1666), fünfter Großmogul von Indien (reg. 1628–1658) und Erbauer des Taj Mahal, in Lahore geboren
- Khwaja Kamal ud-Din (1870–1932), Jurist und Ahmadiyya-Aktivist
- Muhammad Iqbal (1877–1938), Philosoph und Dichter, auf dessen Ideen sich Pakistan beruft
- Frederick Marshman Bailey (1882–1967), britischer Offizier und Forschungsreisender
- Mohammed Sleem (1892–nach 1934), Tennisspieler
- Ghulam Muhammad (1895–1956), Politiker

### 20. Jahrhundert

#### Bis 1950
- Bishnu Charan Ghosh (1903–1970), Bodybuilder und Yogi
- Abdul Rashid Kardar (1904–1989), Filmregisseur
- Subrahmanyan Chandrasekhar (1910–1995), Astrophysiker
- Chetan Anand (1915–1997), Filmregisseur
- Ramanand Sagar (1917–2005), Filmregisseur
- Pran Nath (1918–1996), indischer Musiker
- Asghar Hameed (1919–2002), Mathematikprofessor und Ahmadiyya-Emir
- Amir Kumar (1923–1980), indischer Hockeyspieler
- Tarlochan Singh Bawa (1923–2008), indischer Hockeyspieler
- Syed Babar Ali (* 1926), Politiker
- Omkar Prasad Nayyar (1926–2007), Filmmusikkomponist
- Shazada Muhammad Shah-Rukh (1926–2015), Radrennfahrer
- Munawar Ali Khan (1930–1989), Sänger
- Nam P. Bhatia (* 1932), Mathematiker
- Shreela Flather, Baroness Flather (1934–2024), britische Politikerin
- Zakir Hussain (1934–2019), Hockeyspieler
- Muhammad Ashiq (1935–2018), Radrennfahrer
- Deepak Lal (1940–2020), indisch-britischer Wirtschaftswissenschaftler
- Muhammad Asad Durrani (* 1941), Diplomat und Geheimdienstchef
- Khurshid Kasuri (* 1941), Politiker
- Parveen Kumar (* 1942), britisch-indische Medizinerin und Hochschullehrerin
- Tariq Ali (* 1943), Filmemacher und Historiker
- Gabrielle Drake (* 1944), britische Schauspielerin
- Shekhar Kapur (* 1945), Schauspieler
- Kabir Bedi (* 1946), Schauspieler
- Salman Taseer (1946–2011), Geschäftsmann und Politiker
- Haroon Rahim (* 1949), Tennisspieler
- Nawaz Sharif (* 1949), Politiker
- Shahid Khan (* 1950), Unternehmer

#### 1951 bis 1960
- Shahbaz Sharif (* 1951), Politiker
- Shahid Alam (* 1952), Künstler, Kalligraf
- Imran Khan (* 1952), Politiker und ehemaliger Cricketspieler
- Muhammad Suhail Zubairy (* 1952), Physiker
- Tehmina Durrani (* 1953), Schriftstellerin
- Hina Jilani (* 1953), Anwältin und Menschenrechtsaktivistin
- Moniza Alvi (* 1954), pakistanisch-britische Dichterin
- Imtiaz Dharker (* 1954), pakistanisch-schottische Dichterin

#### 1961 bis 1970
- Aleem Nasir (* 1962), Verbrecher
- Salman Ahmad (* 1963), pakistanisch-amerikanischer Rock-Gitarrist
- Joseph Arshad (* 1964), Bischof von Lahore
- Tauqir Dar (* 1964), Hockeyspieler
- Salima Ikram (* 1965), Archäologin und Ägyptologin
- Wasim Akram (* 1966), ehemaliger Cricketspieler
- Shahbaz Bhatti (1968–2011), christlicher Politiker

#### 1971 bis 1980
- Mohsin Hamid (* 1971), Schriftsteller
- Shafqat Ali Khan (* 1972), klassischer Sänger
- Maryam Nawaz Sharif (* 1973), Politikerin
- Sarmad Khoosat (* 1979), Schauspieler, Regisseur, Produzent und Drehbuchautor
- Aisam-ul-Haq Qureshi (* 1980), Tennisspieler

#### 1981 bis 1990
- Kamran Akmal (* 1982), Cricketspieler
- Arooj Aftab (* 1985), Sängerin, Komponistin und Musikproduzentin
- Yasir Butt (* 1988), Squashspieler

#### 1991 bis 2000
- Iram Javed (* 1991), Cricketspielerin
- Bismah Maroof (* 1991), Cricketspielerin
- Sidra Ameen (* 1992), Cricketspielerin
- Anam Amin (* 1992), Cricketspielerin
- Rabia Ashiq (* 1992), Leichtathletin
- Muhammad Irfan Saeed Bhatti (* 1992), Badmintonspieler
- Salman Ali Agha (* 1993), Cricketspieler
- Usman Qadir (* 1993), Cricketspieler
- Babar Azam (* 1994), Cricketspieler
- Sidra Nawaz (* 1994), Cricketspielerin
- Musa Ahmad (* 1997), niederländischer Cricketspieler
- Nashra Sandhu (* 1997), Cricketspielerin
- Faiqa Riaz (* 1999), Hockeyspielerin und Leichtathletin
- Tuba Hassan (* 2000), Cricketspielerin
- Haris Tahir (* 2000), Snookerspieler

### 21. Jahrhundert
- Muhammad Ashab Irfan (* 2004), Squashspieler
- Ahsan Ramzan (* 2005), Snookerspieler